# Choqa Zanbil
Choqa Zanbil (in persiano چُغا زَنبیل‎, Choghā Zanbīl) è un antico complesso di edifici di epoca elamica che si trova nella provincia del Khūzestān, in Iran. Si tratta di uno dei pochissimi esempi di ziqqurat al di fuori della Mesopotamia. Nel 1979 il sito è stato inserito nell'elenco dei Patrimoni dell'umanità dell'UNESCO.

## Storia
La sua costruzione risale alla metà del XIII secolo a.C., su ordine del sovrano dell'Elam, Untash Napirisha, al fine di onorare il dio Inshushinak. Il nome originario del complesso era Dur Untash, che significa La città di Untash, anche se è improbabile che qui abbiano vissuto molte persone al di fuori dei sacerdoti e dei loro schiavi. 
Benché la realizzazione del progetto originario venne bruscamente interrotta dopo la morte di Untash Napirisha, il sito non venne abbandonato per diversi secoli, fino a che non venne distrutto dal re assiro Assurbanipal nel 640 a.C. Alcuni storici ritengono, sulla base dei numerosi templi eretti a Choqa Zanbil, che Untash Napirisha volesse creare un nuovo centro religioso che rimpiazzasse quello di Susa ed unificasse il culto degli dèi delle regioni montuose dell'Elam con quello delle regioni pianeggianti.

## Archeologia

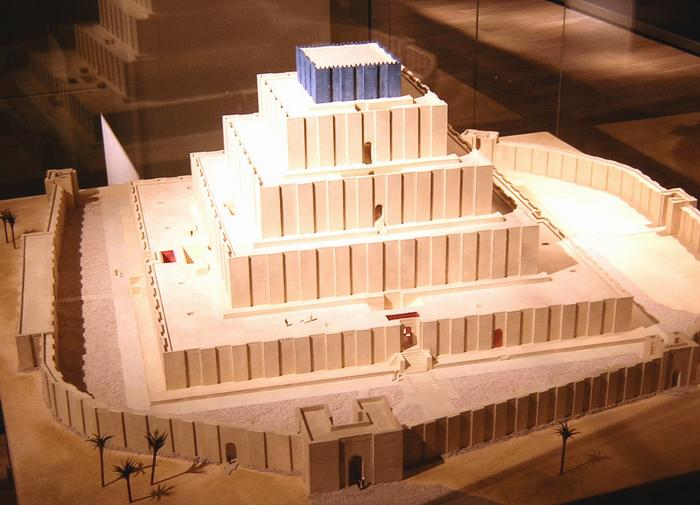
Ricostruzione della ziggurat di Choqa Zanbil

Fra il 1951 ed il 1962 vennero condotti estensivi scavi archeologici, coordinati dall'archeologo Roman Ghirshman, che riportarono alla luce il complesso di Choqa Zanbil, la cui ziqqurat è considerata quella meglio conservata del mondo. 
Il complesso è protetto da tre cerchi di mura concentriche che definiscono l'area principale della "città", occupata pressoché interamente dalla grande ziqqurat, costruita su di un tempio quadrato preesistente costruito sempre dal re Untash Napirisha. Intorno ad essa si trovano undici templi dedicati a divinità minori. Si ritiene che il progetto originario prevedesse la costruzione di ventidue templi ma che, a causa della morte del sovrano, esso venne interrotto poiché i regnanti successivi non vollero proseguirne la realizzazione. Nella parte più esterna del complesso si trovano alcuni palazzi reali ed un palazzo funerario, al cui interno trovano posto cinque tombe sotterranee di re.

### Templi
Al centro si trova un recinto templare cinto da mura, il cui fulcro architettonico è una ziggurat alta ancora 25 metri (in origine era probabilmente alta circa 50 metri), una delle torri templari meglio conservate della Mesopotamia. Ha un lato lungo 105 m ed è la più antica ziggurat finora rinvenuta in Elam. Costituiva la base di un alto tempio su quattro terrazze ed era dedicato a Napirisha e Inshushinak. La ziggurat fu costruita su un tempio piatto di Inshushinak, che fu aggiunto con mattoni di fango. L'accesso non avveniva tramite scale esterne, come in Mesopotamia, ma tramite scale interne. Il tempio era probabilmente rivestito di mattoni smaltati e i piani superiori erano decorati con mattoni smaltati a pomello (chiodi di argilla). Presso i portali del tempio sono state trovate figure di tori e grifoni in argilla a grandezza naturale. Sul retro della figura del toro si trova un'iscrizione dedicatoria a Inshushinak. Intorno alla ziggurat c'erano piedistalli e templi più piccoli a livello del suolo che contenevano offerte votive. Una strada processionale pavimentata con frammenti di mattoni conduceva verso di loro.
Vicino alla ziggurat si trovavano altri tre templi, uno dei quali era dedicato alla dea Kiriša. Altri templi si trovavano nell'area del temenos. Al di fuori del temenos, solo un tempio fu costruito a sud dei palazzi. Era dedicato al dio Nusku. Ghirshman vi vede un precursore dei templi del fuoco persiani, poiché la sala centrale non era coperta.

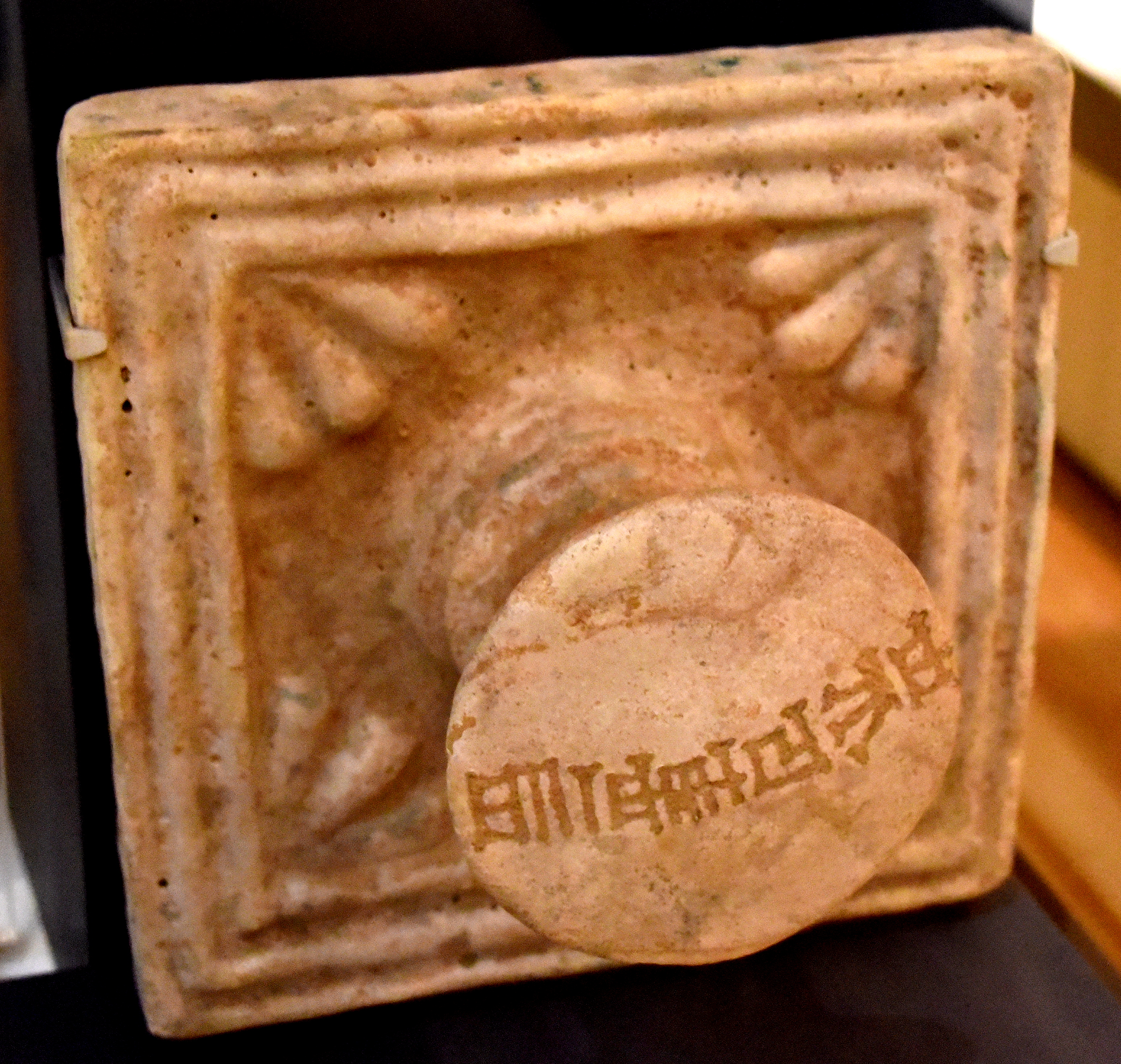
Placca da ingresso smaltata (originariamente blu) con bordura. L'iscrizione cuneiforme elamita recita "Palazzo di Untash-Napirisha, re dell'Elam". XIII secolo a.C.. Da Chogha Zanbil, Iran. British Museum

### Palazzi
Nel nord-est della città si trovavano quattro palazzi strutturati attorno a cortili centrali, probabilmente secondo i modelli kassiti. Le facciate erano decorate con piastrelle a rilievo colorate. Gli intarsi in avorio facevano probabilmente parte di mobili preziosi.
Nel palazzo più a sud sono state trovate cinque tombe sotterranee. Sono stati trovati solo pochi resti di sepolture.

### Approvvigionamento idrico
Poiché il fiume Dez, adiacente alla città, è profondamente inciso nel terreno e la falda freatica è profonda più di 50 metri, è stato necessario prelevare l'acqua dal fiume Karche, vicino a Susa, attraverso un canale lungo 50 km. Il canale è stato costruito da Untash-Napirisha. Passava davanti a Haft Tepe e terminava in un grande bacino idrico ancora oggi visibile di fronte alle mura nord-occidentali della città. Questo, insieme ad altri serbatoi più piccoli che seguirono, aveva il compito di trattare l'acqua prima di immetterla nel raffinato sistema di distribuzione della città. La struttura, che ha 3000 anni, è considerata il più antico impianto di trattamento delle acque del mondo.